# Ischnocnema choristolemma
Ischnocnema choristolemma é uma espécie de anfíbio  da família Brachycephalidae.
É endêmica da Bolívia.
Os seus habitats naturais são: regiões subtropicais ou tropicais húmidas de alta altitude.
Está ameaçada por perda de habitat.